# مقياس التيار الكهربائي

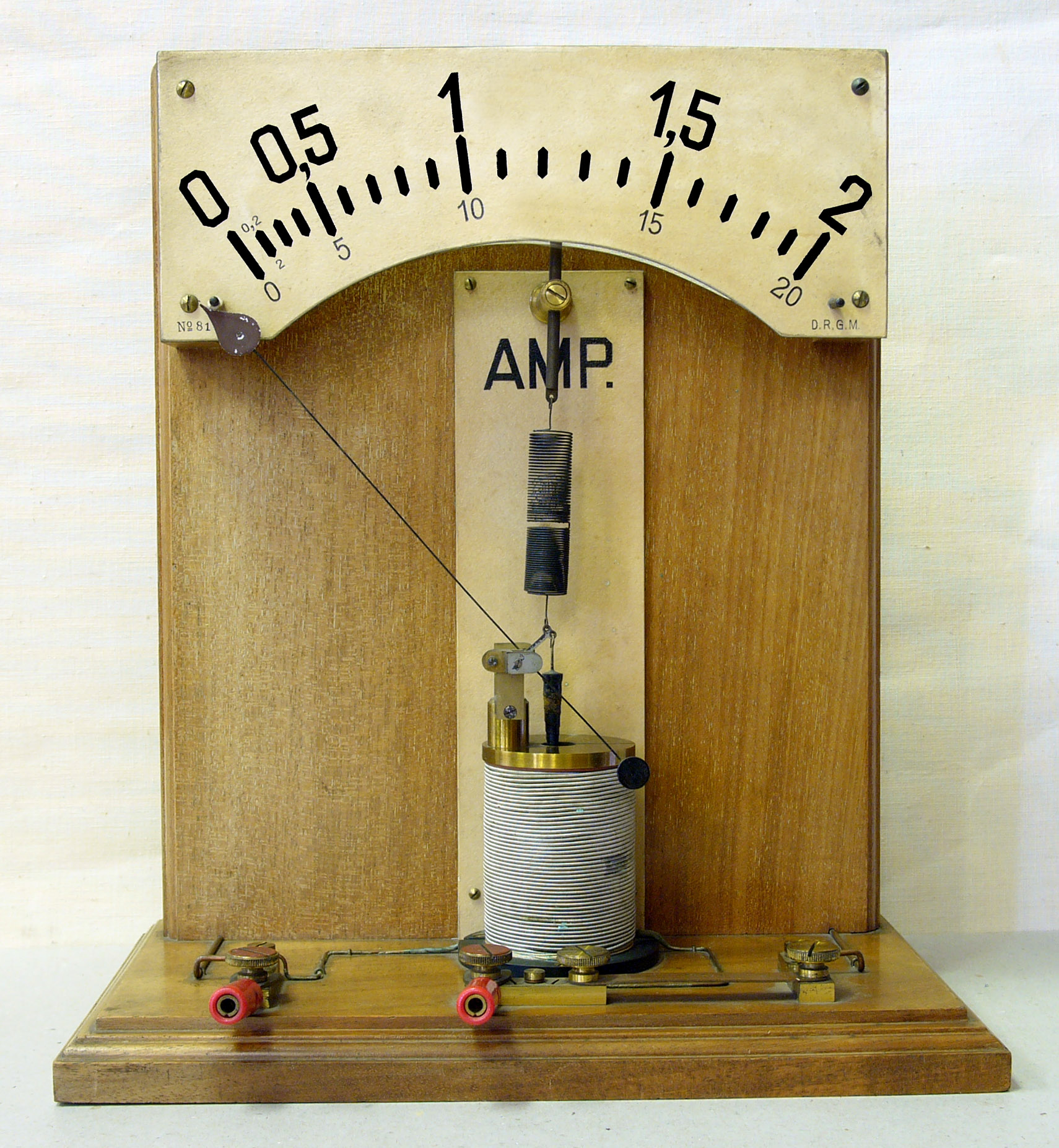
نموذج توضيحي لمقياس التيار الكهربائي المتحرك. مع زيادة التيار عبر الملف، يتم سحب المكبس بشكل أكبر في الملف وينحرف المؤشر إلى اليمين.

الأميتر أو مقياس التيار الكهربائي أو مقياس الأمبير (بالإنجليزية: Ammeter)‏ اختصارًا لـ Ampere meter هو جهاز قياس تستخدم لقياس التيار في الدائرة. تُقاس التيارات الكهربائية بالأمبير(A)، ومن هنا جاءت التسمية. عادة ما يتم توصيل مقياس التيار الكهربائي في سلسلة مع الدائرة التي يتم فيها قياس التيار. عادة ما يكون مقياس التيار الكهربائي ذو مقاومة منخفضة بحيث لا يسبب انخفاضًا كبيرًا في الجهد في الدائرة التي يتم قياسها.
يتم تحديد الأدوات المستخدمة لقياس التيارات الأصغر ، في نطاق الملي أمبير أو الميكرامبير، كمقاييس الملليمتر أو المقاييس الدقيقة. كانت أجهزة القياس المبكرة عبارة عن أدوات مخبرية تعتمد على المجال المغناطيسي للأرض للتشغيل. بحلول أواخر القرن التاسع عشر، تم تصميم أدوات محسنة يمكن تركيبها في أي موضع وتسمح بقياسات دقيقة في أنظمة الطاقة الكهربائية. يتم تمثيله عمومًا بالحرف «A» في الدائرة.

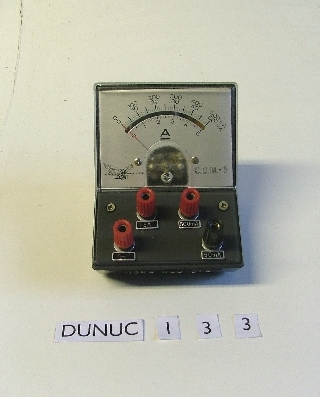
Ammeter من قسم الفيزياء بجامعة دندي

## محولات التيار (CT)
تدخل محولات التيار في تركيب الكثير من أجهزة القياس وهي بذلك تساعد على قياس التيار المنساب في الموصلات بدون الحاجة إلى قطع الموصل، وإنما من خلال قياس التيار الحثي للموصل والذي يتناسب وشدة التيار المار فيه.